# Cerina
Cerina je naselje v Občini Brežice.

## Prebivalstvo
Etnična sestava 1991:
- Slovenci: 142 (96 %)
- Hrvati: 1
- Neznano: 5 (3,4 %)